# G. Peter Scott
Pour les articles homonymes, voir Peter Scott.
Godfrey Peter Scott, connu aussi sous le nom de Peter Scott, (né en 1944 et mort le 19 septembre 2023) est un mathématicien britannique, connu pour le théorème noyau de Scott (en).

## Formation et carrière
Scott a obtenu son doctorat en 1968, de l'Université de Warwick, sous la direction de Brian Joseph Sanderson, avec une thèse intitulée « Some problems in topology ». Scott était professeur à l'Université de Liverpool et plus tard, à l'Université du Michigan. Il a pris sa retraite en juin 2018.

## Travaux
Ses recherches portent sur la topologie géométrique en faibles dimensions, la géométrie différentielle et la théorie géométrique des groupes. Il a fait des recherches sur la géométrie topologie des variétés de dimension 3, la géométrie hyperbolique en 3 dimensions, la théorie des surfaces minimales, les groupes hyperboliques, et les groupes de Klein (en) avec leur géométrie, leur topologie et leur théorie des groupes associées.
En 1973, il a prouvé ce qui est maintenant connu sous le nom de théorème noyau de Scott (en) ou de théorème du noyau compact de Scott. Il indique que toute 3-variété {\displaystyle M} avec un groupe fondamental finiment généré (en)  est un compact de base {\displaystyle N}, c'est-à-dire que {\displaystyle N} est une sous-variété compacte telle que l'inclusion induit une équivalence d'homotopie entre {\displaystyle N} et {\displaystyle M}; la sous-variété {\displaystyle N} est appelée noyau compact de Scott de la variété {\displaystyle M}. Auparavant, il avait prouvé que, étant donné un groupe fondamental {\displaystyle G} d'une 3-variété, si {\displaystyle G} est finiment généré alors {\displaystyle G} doit être finiment présenté.

## Prix et distinctions
En 1986, il a reçu le prix Berwick Senior. En 2012, il a été élu fellow de l'American Mathematical Society.

## Sélection de publications
(octobre 2018).
- « Compact submanifolds of 3-manifolds », Journal of the London Mathematical Society. Second Series, vol. 7, no 2,‎ 1973, p. 246–250 (DOI 10.1112/jlms/s2-7.2.246) (Preuve du théorème du noyau compact).
- Finitely generated 3-manifold groups are finitely presented. J. London Math. Soc. Second Series vol. 6 (1973), 437–440 DOI 10.1112/jlms/s2-6.3.437
- Subgroups of surface groups are almost geometric. J. London Math. Soc. Second Series vol. 17 (1978), no. 3, 555–565. (preuve que les groupes de surface sont des groupes résiduellements finis) DOI 10.1112/jlms/s2-17.3.555
  - Correction to "Subgroups of surface groups are almost geometric J. London Math. Soc. vol. 2 (1985), no. 2, 217–220 DOI 10.1112/jlms/s2-32.2.217
- There are no fake Seifert fibre spaces with infinite π1. Ann. of Math. Second Series, vol. 117 (1983), no. 1, 35–70 DOI 10.2307/2006970
- avec Joel Hass (en) et Michael Freedman: Closed geodesics on surfaces, Bull. London Mathematical Society, vol. 14, 1982, 385–391 DOI 10.1112/blms/14.5.385
- avec M. Freedman et J. Hass: Least area incompressible surfaces in 3-manifolds. Invent. Math. vol. 71 (1983), no. 3, 609–642 DOI 10.1007/BF02095997
- avec William H. Meeks (en): Finite group actions on 3-manifolds. Invent. Math. vol. 86 (1986), no. 2, 287–346 DOI 10.1007/BF01389073
- Introduction to 3-Manifolds, University of Maryland, College Park 1975
- The geometries of 3-manifolds, Bulletin London Mathematical Society, vol. 15, 1983, 401–487 DOI 10.1112/blms/15.5.401 pdf
- avec Gadde A. Swarup: Regular neighbourhoods and canonical decompositions for groups, Société Mathématique de France, 2003
  - Regular neighbourhoods and canonical decompositions for groups, Electron. Res. Announc. Amer. Math. Soc. vol. 8 (2002), 20–28 DOI 10.1090/S1079-6762-02-00102-6.